# Ben Stevenson
Ben Stevenson (Durham, Inglaterra, 19 de julio de 1998) es un jugador profesional inglés de rugby que se desempeña en la posición de centro interior en Newcastle Falcons, equipo perteneciente a la liga Premiership Rugby.

## Carrera
En 2016 comenzó su carrera deportiva con el equipo Newcastle Falcons, donde lleva jugando ocho temporadas. En la temporada 2023-2024, jugó en la Premiership Rugby Cup y en el European Rugby Challenge Cup.